# Уиниск (река)
Уиниск (англ. Winisk River) — река на северо-западе провинции Онтарио (Канада).
Берёт начало из озера Уаннаммин в Онтарио. Вначале течёт на восток через озера Нибинамик, Уапикопа и Уиниск, затем поворачивает на северо-восток в Гудзонов залив. Длина составляет 475 км, а площадь бассейна равна 67 300 км².
Устье реки расположено на территории большого провинциального парка Полар-Бэр, а участок реки от озера Уиниск до Полар-Бэр входит в состав провинциального парка Уотервэй-Уиниск-Ривер (ранее назывался Уиниск-Уальд-Ривер).
В 1820 году Компания Гудзонова залива построила в устье реки Форт Уиниск, в 1947 годут переименован в Уиниск. В 1986 году поселок был полностью уничтожен наводнением, отстроен на более высоком месте выше по течению реки. Вдоль реки расположено еще несколько индейских посёлков: Уаннаммин на берегу одноимённого озера, Уэбекуие на берегу озера Уиниск и Пиауанук (Peawanuck) при слиянии с Шаматтавой.
Название реки в переводе с кри означает «сурок» или «лесной сурок».

## Притоки
- Пайпстоун
- Ашевейг
- Шаматтава